# 25870 Panchovigil
25870 Panchovigil (tên chỉ định: 2000 KB14) là một tiểu hành tinh vành đai chính. Nó được phát hiện bởi dự án Nghiên cứu tiểu hành tinh gần Trái Đất Lincoln ở Socorro, New Mexico, ngày 28 tháng 5 năm 2000. Nó được đặt theo tên Francisco "Pancho" Martin Vigil, an American high school student whose physics team project won second place ở the 2009 Giải thưởng Khoa học và Kỹ thuật Intel.